# Booker (Texas)
Booker is een plaats (town) in de Amerikaanse staat Texas, en valt bestuurlijk gezien onder Lipscomb County en Ochiltree County.

## Demografie
Bij de volkstelling in 2000 werd het aantal inwoners vastgesteld op 1315.
In 2006 is het aantal inwoners door het United States Census Bureau geschat op 1334, een stijging van 19 (1,4%).

## Geografie
Volgens het United States Census Bureau beslaat de plaats een oppervlakte van
2,7 km², geheel bestaande uit land. Booker ligt op ongeveer 863 m boven zeeniveau.

## Plaatsen in de nabije omgeving
De onderstaande figuur toont nabijgelegen plaatsen in een straal van 36 km rond Booker.